# The Knights of Prosperity
The Knights of prosperity is een kortlevend Amerikaanse komedieserie die werd uitgezonden op ABC in de Verenigde Staten. De serie liep van 3 januari 2007 t/m 23 augustus 2007, met een totaal van 13 afleveringen.
De serie werd gemaakt door Rob Burnett en Jon Beckerman, die ook de NBC-comedy-drama Ed maakten.

## Verhaal
De show volgt een groep mensen die enkele beroemdheden willen beroven, Het eerste slachtoffer is Mick Jagger, die in de eerste aflevering te zien is. Als de roof op Mick Jagger eenmaal mislukt zoekt ‘‘The Knights’’ naar nieuwe slachtoffers. Dit worden Kelly Ripa en later Ray Romano.

## Achtergrond
Nadat de serie telkens van tijdstip veranderde, werd het na negen afleveringen uit de lucht gehaald, om vervolgens officieel geannuleerd te worden.
Voorheen was de serie in Nederland op Comedy Central te zien, in 2010 is hij te zien op Comedy Central Family.

## Rolverdeling
| Acteur                   | Personage                       |
| ------------------------ | ------------------------------- |
| Donal Logue              | Eugene Gurkin                   |
| Sofía Vergara            | Esperanza Villalobos            |
| Lenny Venito             | Francis "Squatch" Squacieri     |
| Maz Jobrani              | Gourishankar "Gary" Subramaniam |
| Kevin Michael Richardson | Rockefeller Butts               |
| Josh Grisetti            | Louis Plunk                     |